# Kvindehandel
Kvindehandel (eng.: Trafficking in women) er en form for menneskehandel der involverer slaveri, transport og handel med og salg og køb af kvinder mod deres vilje. Når man taler om kvindehandel, menes der sædvanligvis kvindehandel med tvangsprostitution som formål, mens ordet menneskehandel er mere almindeligt at bruge, når man taler om andre former for tvangsarbejde. Kvindehandel forstås i denne sammenhæng også som handel med piger (børn <18) når det er med sexudnyttelse til formål.
FN definerer menneskehandel, herunder kvindehandel, som
| „ | At rekruttere, transportere eller overføre en person, holde en person skjult eller modtage en person ved brug af magt eller trusler om magtanvendelse eller anden form for tvang, bortførelse, bedrageri eller misbrug af magt eller ydelse eller modtagelse af betaling eller fordele for at opnå samtykke fra en person med det formål at udnytte vedkommende | “ |
|   | — Palermoprotokollen |   |

Kvindehandel kan beskrives som en proces snarere end en enkelt hændelse. Det involverer i så fald 1) rekruttering, 2) transport, 3) salg, 4) udnyttelse – og evt. for organiserede netværk 5) hvidvaskning og investering af profit.
Kvindehandel betragtes af både FN, Europarådet og EU som en krænkelse af menneskerettighederne. Kul Gautum fra UNICEF har betegnet kvinde- og børnehandelen i Asien som "den største slavehandel i verdenshistorien" og dens metoder som "endnu mere ondskabsfulde og udspekulerede end den oprindelige slavehandels"..

## Omstændigheder omkring kvindehandel

### Afgrænsning
Kvindehandel er et relativt bredt fænomen, der kan dække over forskellige grader af tvang eller udnyttelse. Den norske forsker May-Len Skilbrei har påpeget at kvindehandel kan være svært at afgrænse fra fænomener som rufferi og menneskesmugling, bl.a. fordi begrebet 'udnyttelse' kan være meget svært at definere i praksis, særligt når man har at gøre med folk i pressede økonomiske og følelsesmæssige situationer. De prostituerede selv har forskellige opfattelser af definitionen af ordet 'menneskehandel' og hvorvidt de selv er eller har været udsat for det. De færreste traffickingofre forlader deres hjemland ufrivilligt, og nogle vælger at acceptere arbejdsforhold og begrænsninger, de ikke var blevet informeret om før de rejste ud, som en del af risikoen ved at søge arbejde i et rigere land. Nogle har en meget belastet baggrund at sammenligne deres nuværende situation med, hvad der kan gøre at de bedømmer selv meget tvangsprægede situationer som acceptable og ikke tænker på at flygte eller melde deres alfons til politiet. Erfaring og opbyggelsen af et netværk kan med tiden gøre de mere ressourcestærke prostituerede uafhængige af bagmænd, hvorfor overgangen mellem trafficking og fuldt ud frivillig prostitution kan være glidende.

### Rekruttering, salg og videresalg
Kvindehandel kan gennemføres med magt, tvang, manipulation, bedrag, autoritetsmisbrug, indledende samtykke osv. Unge kvinder og piger kan rejse fra deres hjemland med løfter om arbejde i udlandet og så i stedet blive solgt i slaveri og tvunget til prostitution. Derudover kan dårlige muligheder for at migrere lovligt og problemer som at være fremmed i et fremmed land lede til, at frivillige immigranter kan komme i et afhængighedsforhold til en bagmand og/eller alfons. For nogle er en rejse med usikkert mål og styret af bagmænd den eneste mulighed for at søge arbejde i et rigere land.. Løfterne om arbejde kan komme gennem f.eks. avisannoncer eller fra kærester, bekendte eller familie. En anden kanal der kan bruges er "ægteskabsbureauer" (postordrebrud, eng. "mail-order bride") – ofte internetbaserede, der bruges til at komme i kontakt med kvinder der er ivrige efter et bedre liv i Vesten. Kvinderne som tror de skal giftes med en vestlig mand, bliver i stedet tvunget til prostitution. Flere af ægteskabsbureauerne kombinerer ægteskabsmæglerrollen med escortservice (nogle NGOer anser postordrehustruer i sig selv – også når kvinderne blot møder en mand til ægteskab – som værende en form for kvindehandel, med den begrundelse at det er baseret på stor magtulighed mellem parterne). Andre af kvinderne bliver kidnappet. Nogle piger bliver solgt ind i prostitution af deres forældre. I Europa ses dette oftest blandt romaer hvor der er en lang kulturel historie for dette, mens det i steder i Asien (Indien, Cambodja, Thailand) gøres grundet fattigdom. Nogle af de tvangsprostituerede kvinder går frivilligt ind i prostitution, men på drastisk andre lovede vilkår end dem der bliver virkeligheden..
Nogle bliver købt og videresolgt mange gange af forskellige mellemmænd, eller, når de har været et sted et stykke tid, solgt videre til et andet land. En kvinde i Bosnien berettede at hun havde været solgt 18 gange og indespærret på en række forskellige bordeller. Hyppig transport fra land til land kan ske for at holde kvinderne i en mere udsat position, da isolation fra omgivelserne forhindrer kvinderne i at bygge et netværk og lære deres juridiske rettigheder og muligheder for beskyttelse at kende. Det kan dog også være en fordel for prostituerede, der vil holde lav profil.
Generelt vokser prisen for kvinderne, des nærmere de kommer destinationslandene i Vesten. Prisen for en ung bulgarsk kvinde i Makedonien kan ligge på 150 – 500 euro afhængig af hvor smuk hun er, en østeuropæisk kvinde i Bosnien kan ligge mellem 350 og 2.000 euro, i Rumænien omkring 2.000 euro for en 19 årig pige. Mens en litauisk kvinde i Storbritannien kan koste mellem 4.500 euro og 7.000 euro (den gennemsnitlige pris for en handlet kvinde i Storbritannien er £2.000 – £3.000 pund afhængig af alder og udseende; to litauiske jomfruer på 15 blev solgt for 11.000 euro, en 16 årig slovakisk pige for £2.500), eller en nigeriansk kvinde i Italien kan koste omkring 8.000.
Kvinder beretter om regulære slavemarkeder hvor købere og sælgere mødes og kvinderne bliver handlet offentligt til højestbydende. Kvinderne bliver her fremvist halvnøgne eller i undertøj i haller eller på gaden hvor køberne så kan inspicere og mærke på udvalget. I 2005 blev to litauiske piger (18 & 19), der var lovet servitrice job i Storbritannien, ifølge BBC aktioneret bort til den højestbydende i fuld offentlighed på en cafe i Gatwick Airport i hjertet af London.

### Forberedelse og fastholdelse
Ofte anvender bagmændene bag kvindehandel en ekstrem brutalitet for at få ofrene til at samarbejde og forberede dem til prostitution. Der kan være en indledende fase (break-in), hvor pigernes vilje og psyke nedbrydes gennem isolation, trusler, bank, ydmygelse, gentagne brutale voldtægter og utilstrækkeligt mad og vand.
De handlede kvinder bliver fastholdt i en position af tvangsprostitution med en blanding af manipulation, psykisk terror, trusler, vold, overvågning og indespærring. Manipulation kan f.eks. være, hvis alfonsen giver den prostituerede et falsk billede af, hvilke muligheder hun har, og hvilke farer hun er udsat for, hvis hun ikke gør som han/hun siger. Når de er i hænderne på deres nye "ejermand" får de frataget deres pas og alle andre personlige papirer, så de bliver officielt identitetsløse ikke-personer og stillet i en endnu mere udsat position. Pigerne hyppigt transporteret fra det ene sted til det andet og ved ikke selv hvor de er.De isoleres i kældre eller på bordeller, hvor deres eneste kontakt med omverdenen kan være kunderne, som de ikke kan tale med.
Ejeren kan også pacificere offeret med trusler mod hendes familie i hjemlandet eller, hvis ofrets familie ikke ved hvad hun laver, trusler om at afsløre det. Meget få kvinder, der slipper ud af sexslaveri, vælger at anmelde dem, der har handlet dem, af frygt for repressalier fra bagmændene.
En del af pigerne var oprindeligt blevet lokket til udlandet eller solgt af et nært familiemedlem, en kæreste eller bekendt, hvilket opleves som et dybt tillidsbrud. Tabet af tillid kan være en medhjælpende faktor til at holde pigerne fastlåste i prostitution. Trusler om at give forældre eller familie billeder og film af pigerne der bliver voldtaget eller har sex med kunder, kan bruges som yderligere et pressionsmiddel til at få dem til at forblive i prostitutionen.
Nogle kvinder er blevet skamferet eller myrdet som advarsel til andre handlede kvinder og som straf for, at nægte at lade sig prostituere. I Istanbul i Tyrkiet blev to ukrainske piger kastet ud fra en balkon og dræbt, mens seks andre russiske piger blev tvunget til at kigge på. I Serbien blev en ukrainsk pige der gjorde modstand offentligt halshugget.
Mange bliver fortalt, at de har en stor kunstigt opskruet gæld de skal betale tilbage før de kan blive sat fri, så prostitutionen bliver en slags gældsslaveri. Gælden er deres egen købspris, prisen for levering mm. Tilbagebetaling gøres langvarig ved, at kvinden kun selv får lov til at beholde en minimal del af de penge, hun tjener ved prostitutionen og tvinges til at betale udgifter som f.eks. husleje for værelset i bordellet. Hvis hun så videresælges til en anden køber, skal hun starte forfra med at tilbagebetale købsprisen.
Hvis en sexslave ikke formår at flygte, vil de eneste måder at blive fri på som oftest være politirazzia, fremskreden graviditet eller død eller når de efter et stykke tid er så fysisk og psykisk medtaget at de ingen værdi repræsenterer længere som prostituerede. I flere lande lader politiet sig dog bestikke, og i andre lande kan mistillid til politiet som sådan gøre at kvinder der har mulighed for at søge hjælp og beskyttelse ikke gør det. Graviditet er heller ingen garanti; dels kan kvinderne blive tvunget til farlige, illegale aborter, dels kan de blive tvunget til at arbejde på trods af synlig graviditet..
Et andet problem er, at mange ofre for kvindehandel juridisk set blot anses for illegale indvandrere og kan derfor se frem til udvisning fra landet, hvis de kommer under politiets varetægt. Ofte vil en frigivet kvinde blive solgt igen, hvis hun vender hjem. F.eks. viser en rapport at 80% af ukrainske kvinder solgt til Grækenland vil blive solgt tilbage inden for 48 timer fra udvisningen.
I flere modtagerlande er prostitution desuden ulovligt. En 20-årig ukrainsk kvinde, der var blevet solgt til et bordel i De Forenede Arabiske Emirater, blev idømt tre års fængsel for prostitution, efter hun var flygtet og havde kontaktet politiet.

### Helbredskonsekvenser
Ud over volden (der ofte er af sådan karakter at det medfører brækkede knogler og bevidstløshed) og de udbredte gruppevoldtægter påført af bagmændene og alfonserne og den stærkt forhøjede risiko for at blive mordoffer, medfører de gentagne voldtægtslignede sexhandlinger forbundet med tvangsprostitution, ydmygelsen og magtesløsheden stor skade på pigernes krop og psyke. De tvangsprostituerede har typisk ikke indflydelse på antallet af kunder – der kan være helt op til 40-50 om dagen – eller ret til at sige nej til kunder eller former for sex eller nægte ubeskyttet sex. Derfor har mange en stor risiko for at pådrage sig kønssygdomme (syfilis og gonorré – såvel som livmoderhalskræft hvor mange og forskellige sexpartnere forhøjer risikoen) – ifølge IOM bliver op til 90 % af ofre inficeret med en kønssygdom – og andre smitsomme sygdomme såsom tuberkulose og hepatitis. Mange bliver ramt af HIV/AIDS. Specielt yngre piger har stor risiko for at pådrage sig HIV/AIDS, da der er et marked for ubeskyttet sex, og de yngre piger anses for mindre tilbøjelige til at være inficerede (et studie fra Indien konkluderede at prostituerede piger havde en HIV-infektionsgrad på 12,5% mod 5,4% for voksne prostituerede kvinder). Hvis pigerne bliver gravide er tvungen abort udbredt, såvel som højrisiko-graviditeter og fødsler. Mange får varige skader på reproduktionsorganerne, der kan medføre sterilitet. Ud over de fysiske skader rammes mange af kvinderne af posttraumatisk belastningsreaktion, depression, selvbebrejdelse, skam
og angst. Selvmord eller selvmordsforsøg er udbredte. Mange bliver afhængige af alkohol eller narkotika.
Et toårs internationalt studie[kilde mangler] fra 2001-2003, bl.a. baseret på interviews med 28 handlede kvinder, rapporterede en række af helbredsmæssige konsekvenser. 25 af kvinderne rapporterede, at de var blevet gjort "forsætligt fortræd". Kvinderne rapporterede om gynækologiske problemer (mest udbredt), brækkede knogler, kvæstelser, smerte, bevidstløshed, hovedpine, høj feber, maveproblemer, udiagnosticerede bækkensmerter, komplikationer fra aborter, hudproblemer (sår, skab, lus), usundt vægttab og tand- og mundproblemer. Alle kvinderne rapporterede, at de havde været udsat for sexmisbrug og tvunget til uønskede seksuelle handlinger, inklusiv voldtægt, tvungen anal- og oralsex, tvungen ubeskyttet sex og gruppevoldtægt. Omkring en fjerdedel havde haft ubeskyttet vaginalsex med kunder og halvdelen ubeskyttet vaginalsex med bagmændene. Seks berettede om ubeskyttet analsex med kunder. En fjerdedel berettede om mindst én graviditet og efterfølgende abort, og for en af de interviewede resulterede aborten i livstruende komplikationer. Femten af kvinderne fortalte, at de ikke havde penge til at købe basale nødvendigheder, hvilket havde alvorlige konsekvenser for deres mulighed for at passe deres hygiejne. Syv af kvinderne berettede om tvungent samleje på trods af menstruation.
Hovedparten af kvinderne havde 10-25 kunder om dagen, nogle op til 40-50. De mest almindelige psykiske problemer var: pludselig eller konstant træthed; overtilbøjelighed til gråd; hyppigt forekommende ulykkelige eller triste følelser; følelsen af at være mindre værd end andre mennesker og at være permanent skadet. Seks af kvinderne berettede om selvmordstanker.
Genoptagelsen af en normal livsførelse kan besværliggøres af offentlig stigmatisering og en udbredt antagelse om, at prostitutionen var selvvalgt. Nogle gange vil kvindernes familier og samfund ikke acceptere deres tilbagevenden, efter de har været prostituerede.

## Hustrusalg
En speciel form for kvindehandel er opstået på baggrund af en skævvredet demografisk balance mellem antallet af kvinder og mænd i visse asiatiske lande, især Kina og Indien, hvor udbredt brug af kønsselektiv abort og femicide har medført et stort overskud af mænd som derfor har problemer med at finde en hustru. Som konsekvens har flere prøvet sig med at importere og købe en hustru fra en anden region eller et andet land..
I Kina er problemet størst i de landlige områder, hvor det forstørres af emigration til byområderne. Kvinderne bliver handlet både som hustruer, konkubiner og regulære sexslaver. Køberne er ofte fattige, invalide eller syge mænd, der ikke har været i stand til at tiltrække en hustru på anden vis. Generelt er køberne langt ældre en de købte kvinder. Der handles både internt i landet og fra de omkringliggende fattige lande (Vietnam, Cambodja, Nord Korea) til Kina.
I Indien foregår handlen hovedsagligt fra fattige provinser (i Nordvestindien; Vestbengalen, Assam og fra Nordøstindien; Jharkhand og Bihar) til rigere provinser i Punjab og Haryana hvor kvindemanglen er størst. Der foregår også international handel over grænsen fra Bangladesh til Indien. Noget af handlen er baseret på kidnapninger af piger og kvinder, der derefter bliver tvangsgiftet eller solgt til bordeller.
Kvinder handlet til ægteskab i Indien opnår sjældent et ægteskab på lige fod med andre kvinder der har indgået ægteskab på mere almindelig basis. Oprevet fra deres familie og kultur, uden at kunne sproget, lever de på deres mands nåde. Mange af de importerede kvinder behandles som slaver og udsættes for seksuelle og fysiske overgreb. Nogle af de købte piger bliver brugt som fødemaskiner, hvor hun bliver smidt ud igen, solgt til et bordel eller overdraget til en anden efter hun har produceret et drengebarn. Nogle indere der ikke har råd til selv at betale for en hel pige, slår sig sammen om at købe en pige, som de derefter deler som sexslave. Ofte er der overlap mellem hustruhandlen og sexslavehandelen til bordeller. Ofte bliver pigerne handlet som børn, før de er kønsmodne, hvilke kan øge risikoen for kønssygdomme og HIV/AIDS (ved sex før kønsorganerne er udvoksede).
Grundet den til stadighed voksende kløft mellem antallet af drenge- og pigebørn i de importerende indiske regioner forventes det, at handlen vil fortsætte med at vokse voldsomt i fremtiden.[kilde mangler]

## Omfang
FNs dokumenterer internationalt menneskesalg fra 127 lande til udnyttelse i 137 lande (2006). FN klassificerer Albanien, Bulgarien, Hviderusland, Kina, Litauen, Moldavien, Nigeria, Rumænien, Rusland, Thailand og Ukraine som de største oprindelseslande for menneskesmugling og Belgien, Tyskland, Grækenland, Israel, Italien, Japan, Holland, Thailand, Tyrkiet og USA som de største destinationslande.
Det amerikanske udenrigsministerium anslår at der årligt handles omkring 4 millioner mennesker (2005), hvoraf omkring 80% er hunkøn (30% voksne kvinder og 50% piger (børn)). 3.2 millioner handles indenfor nationale grænser og mellem 600.000 og 820.000 over internationale grænser. Omkring 80%-87% bliver solgt til sexslaveri. Handel med kvinder er den hurtigst voksende og tredjemest indbringende form for organiseret kriminalitet i verden – efter våben- og narkohandel – med en årlig omsætning på omkring 60 milliarder kroner, hvor alene tvangsprostitutionsmarkedet er værd over US$ 7 milliarder (2000). Ifølge nogle opgørelser overstiger illegal menneskehandel allerede illegal våbenhandel og narkohandel. Kvindesexslaveri er i dag den mest udbredte form for slaveri.
Handlen er baseret på udbud og efterspørgsel og går næsten udelukkende fra fattige til rige regioner og lande. Siden Sovjetunionens opløsning har de tidligere østeuropæiske stater og sovjetstater (Albanien, Moldavien, Rumænien, Bulgarien, Hviderusland, Ukraine og Rusland) udviklet sig til primære kilder for handlede kvinder. Herfra stammer anslået to tredjedele af handlede kvinder der bliver handlet til prostitution på globalt plan. Omkring 3/4 er førstegangsprostituerede. De primære forbrugere af handlede kvinder er rige lande i Vesten, Mellemøsten og Asien samt Kina og Indien. Vesteuropa (Tyskland, Italien, Holland, Spanien, Storbritannien, Grækenland), Mellemøsten (Tyrkiet, Israel, De Forenede Arabiske Emirater), Japan, Kina, Indien, USA og Canada. Alene i EU er der anslået 500.000 prostituerede kvinder og piger fra Central- og Vesteuropa. Omkring 14.500-17.500 ofre bliver årligt transporteret ulovligt over de amerikanske grænse.

## Hjemlande og forbrugslande
Flere lande fungerer både som donorland, transitland og forbrugsland, men den internationale handel foregår primært fra fattige til rige dele af verden, ligesom den indenlandske handel foregår fra fattige, landlige egne til rigere bycentre.
Den amerikanske regering (Department of State) har udarbejdet en række retningslinjer, specificeret i Trafficking Victims Protection Act (TVPA) fra 2000, der giver nogle grundlæggende minimumsstandarder til bekæmpelse af menneskehandel. Hvert år udgives desuden en rapport (TIP) hvor en række centrale lande analyseres og rangeres efter hvordan og i hvor høj grad de lever op til retningslinjerne. Der er fire klasser: Tier 1, Tier 2, Tier 2 Watch List, og Tier 3 – hvor Tier 3 er den dårligste klasse. Tier 1-lande lever fuldt op til minimumsstandarderne. Tier 2-lande lever ikke op til minimumsstandarderne, men gør substantielle forsøg på at forbedre sig. Tier 2 Watch List -lande lever ikke op til minimumsstandarderne, men gør substantielle forsøg på at forbedre sig, om end det absolutte antal ofre for menneskehandel forbliver meget stort eller er hastigt stigende. Tier 3-lande lever ikke op til minimumsstandarderne og gør intet forsøg på at adressere det.

### Hjemlande
- Rusland; Rusland er en af de største kilder til salg af kvinder til sexslaveri. FN's menneskeretshøjkommissariat (OHCHR) anslår at der siden Sovjetunionens sammenbrud er solgt mere end 500.000 russiske kvinder til lande uden for Rusland (2007)[71]. EU er den største importør, men langt fra den eneste. Således at der i dag er handlet russiske prostituerede til over 50 lande[72][73][74]. Russiske piger havner som prostituerede i Danmark og resten af Vesteuropa[75], Nordamerika, Mellemøsten, Kina[76], Japan, Sydkorea, Thailand, Burma[77][78] etc.[79], ligeså vel som Rusland er et vigtigt transitland for transport af piger fra de omkringliggende lande på vej til landene på den Arabiske Halvø[80], Europa, Asien og Nordamerika. Blonde russiske piger bliver i flere lande i Mellemøsten og Asien set som eksotiske og prestigefyldte[81]. Alene i Kina er der op til 15.000 kvinder fra det russiske fjernøsten tvunget i prostitution[76] og 50.000 ud over hele Sydøstasien (2001)[77]. Der er også en stor intern kvindehandel fra fattige landlige egne af Rusland til befolkningscentre og til områder langs grænsen til Vesteuropa (Norge, Finland) der fungerer som destination for sexturisme[81]. USA klassificerede i 2006 Rusland som Tier 2 Watch list[44]. FN placerer Rusland i kategorien "Meget høj" på listen over oprindelseslande for ofre for menneskesmugling[54].

- Ukraine; Ukraine er primært en kilde for kvinder og piger solgt til international sexslaveri. Anslået en halv million ukrainske piger har været solgt ud af Ukraine mellem 1991 og 1998[82][83]. Antallet af destinationer er vokset siden 2004 og inkludere nu næste 50 lande. De største destinationer er Tyrkiet[84], Rusland og Polen. Andre populære destinationer inkluderer Bosnien, De Forenede Arabiske Emirater, Syrien, Kina, Holland, Canada, Tjekkiet, Italien, Israel[29][85], Grækenland, Cypern, Serbien, Spanien, Storbritannien, Litauen, Portugal og Japan. Ukrainske piger er den største gruppe af udenlandske prostituerede i Tyrkiet. Piger fra forskellige regioner af Ukraine vil sædvanligvis blive solgt til forskellige lande udenfor Ukraine. Fra det vestlige Ukraine bliver de handlet mod vest, til Tjekkiet og Tyskland. Fra den nordlige del af landet sendes de nordover til Letland, Litauen, Estland og Holland. Fra sydlige ukrainske regioner sendes de videre sydover til Tyrkiet, Grækenland, Italien, Rumænien, Den Arabiske Halvø, Syrien, Israel og Tyskland og fra den østlige del af Ukraine sendes pigerne typisk igennem Rusland og videre til andre lande. USA klassificerede i 2006 Ukraine som Tier 2[44]. FN placerer Ukraine i kategorien "Meget høj" på listen over oprindelseslande for ofre for menneskesmugling[54]

- Hviderusland; NGOer anslår at 10.000 hviderussiske kvinder årligt bliver ofre for menneskehandel(2005)[86]. Landet er både kilde og transitland for kvinder og piger handlet til EU (specielt Tyskland, Polen, Tjekkiet, Litauen og Cypern), Mellemøsten (specielt Israel), Tyrkiet, Rusland, Ukraine og Japan. Kvinder under 30 er de primære ofre. Hviderusland har prøvet at taget en offensiv strategi til bekæmpelse af kvindehandel. Statsfjernsyn har vist oplysningskampagner i den bedste sendetid. I første halvdel af 2005 blev 84 personer dømt for menneskehandel, inkl. lederen af en sexhandelsgruppe der havde solgt 168 kvinder til udlandet og en tidligere minister der havde brugt sin position til at sælge 20 kvinder til Italien. Handlede kvinder har desuden krav på statens beskyttelse, rehabilitation og gratis lægehjælp. USA klassificerede i 2006 Hviderusland som et Tier 2-land[44]. FN placerer Hviderusland i kategorien "Meget høj" på listen over oprindelseslande for ofre for menneskesmugling[54].

- Moldavien; fra Moldavien, som er et af de lande der har været værst ramt af kvindehandel, er anslået 140.000[45] til 400.000[87] af landets kvinder og piger blevet solgt til prostitution i udlandet – op til 10% af befolkningen[88][89]. Den primære målgruppe for kvindehandlen er piger og kvinder mellem 15 og 30, 60% er mellem 18 og 24[90]. IOM rapporterer at 12% af de ofre de hjalp var børn, da de var kommet tilbage og 40% var børn på tidspunktet de blev solgt til prostitution[91]. Ofrene kommer ofte fra fattige land- eller byområder med høj arbejdsløshed og uden fremtidsudsigter. Kvinder med kort uddannelse er statistisk set overrepræsenteret, over 50% har kun grundskole og kun 4% har en universitetsgrad, ligesom fattige kvinder er mere udsatte for at blive solgt end mere velstillede – 74% beskrives som enten "fattige" eller "meget fattige"[90]. Typisk bliver de lovet et arbejde i udlandet (81%), som dansere, modeller, barnepiger eller husholdere, men ender i stedet i en form for sexslaveri (89%). Den mest almindelige form for rekruttering er personlig kontakt (70%). Hovedparten af ofrene bliver rekrutteret af andre kvinder (51%, 36% bliver rekrutteret af mænd og 10% af begge køn[90]). Af de ofre som IOM har hjulpet har hovedparten været solgt til Tyrkiet[92] (58%), Rusland (16%) og De Forenede Arabiske Emirater (3%). Der er rapporter om kvinder handlet til Libanon, Syrien, Israel, Saudi Arabien, Portugal, Frankrig, Thailand, Storbritannien, Spanien, Bosnien[93], USA og Australien. Moldavien er også transitland for transport af handlede kvinder fra Ukraine. USA klassificerede i 2006 Moldavien som et Tier 2-land[44]. FN placerer Moldavien i kategorien "Meget høj" på listen over oprindelseslande for ofre for menneskesmugling[54].

IOM har vist filminstruktør Lukas Moodysson film om kvindehandel og tvangsprostitution Lilja 4-ever til 60.000 personer i Moldavien i et forsøg på at dæmme op for den massive kvindehandel.
- Litauen; Europol anslår at over 1.200 litauiske kvinder og piger årligt bliver ofre for handel[94], NGOer angiver et betydeligt højere antal. Litauen er også transitland for kvinder og piger transporteret fra Hviderusland, Rusland (Kaliningrad) og Ukraine. USA klassificerede i 2006 Litauen som et Tier 1-land[44]. FN placerer Litauen i kategorien "Meget høj" på listen over oprindelseslande for ofre for menneskesmugling[54].

- Bosnien; På ethvert givent tidspunkt er der mellem 600[95] og 5.000[17] handlede tvangsprostituerede i Bosnien. Bosnien er hovedsagligt en destination og ikke transitland[95]. Hovedparten af de handlede kvinder kommer ifølge IOM fra Moldavien, mens de resterende kom fra andre tidligere Sovjetrepublikker og østeuropæiske lande, så som Ukraine, Hviderusland og Rumænien[96]. Internationale NATO og FN-fredsbevarende soldater, stationerede i Bosnien efter afslutningen på borgerkrigen 1992-1995, er den drivende kraft bag efterspørgslen[97][98]. FN soldater har været det primære klientel og FN soldater har været kritiseret for at modtage bestikkelse for ikke at forstyrre bordeldriften, nogle FN soldater har endda selv personligt stået for transport og salg af piger[17]. Som svar på kritikken prøvede FN at neddysse FN-ansattes rolle i kvindehandlen[96]. USA klassificerede i 2006 Bosnien som et Tier 2-land[44]. FN placerer Bosnien i kategorien "Medium" på listen over oprindelseslande for ofre for menneskesmugling, og "Høj" over listen over transitlande[54].

- Kosovo; Den serbiske delrepublik Kosovo er et oprindelses-, transit- og destinationsland for international kvindehandel. Der er også en betydelig intern handel på omkring 65% af alle handler. Internationalt handlede kvinder kommer hovedsagligt fra Moldavien, Albanien[99] og Bulgarien[44]. Meget lig Bosnien udløste FN’s tilstedeværelse i Kosovo som afslutning på Kosovokrigen en stor vækst i kvindehandel og tvangsprostitution[100][101][102]. FN placerer Kosovo i kategorien "Høj" på listen over destination for ofre for menneskesmugling og "Høj" på listen over transitlande[54].

- Irak; Mange irakiske kvinder på flugt fra Irakkrigen bliver i desperation tvunget ud i prostitution i flugtlandet, mens andre bliver solgt til de omkringliggende lande; Syrien, Jordan, Qatar, De Forenede Arabiske Emirater, Tyrkiet og Iran[103]. Alene i Syrien anslås der at være omkring 50.000 irakiske ofre, ofte meget unge teenagepiger, tvunget i prostitution[104], hvilket har gjort Syrien til en destination for sexturister fra de andre arabiske lande i Mellemøsten, især fra det konservative Saudi Arabien[105], der betaler høje priser for jomfruer[106].

- Iran; Prostitution i Iran har været i hastig vækst. Alene i Teheran er der mellem 84.000[107][108] og 300.000[109] prostituerede, mange af dem tvunget. Handlen med iranske prostituerede er også international, med tusindvis af unge iranske piger solgt til omkringliggende lande, hovedsagelig langs den Persiske Bugt (Kuwait, Qatar, Saudi Arabien, De Forenede Arabiske Emirater) samt Pakistan og Tyrkiet. Også Vesteuropa har købt iranske piger, således anslås det at omkring 10-15% af de prostituerede i Belgien, Holland og Italien er fra Iran[109]. Dette har taget sådan et omfang at Interpol mener at salg af iranske piger er en af de mest profitable forretninger i Iran for tiden. En ting der presser unge iranske piger i armene på bagmændene er det store antal piger der er løbet hjemmefra og lever på gaden i landets storbyer. De løber hjemmefra for at slippe væk fra fundamentalistiske restriktioner, mishandling eller forældrenes narkomisbrug. Eftersom Iran ikke giver enlige piger eller kvinder store muligheder havner de på gaden, hvor 90% ender i prostitution. Det er også udbredt at forskellige mullaher er involveret i handlen med pigerne, hvilket gør en håndtering af problemet endnu mere kompliceret. Iran er også destination for kvinder og piger fra Afghanistan der tvinges til prostitution i Iran. USA klassificerede i 2006 Iran som et Tier 3-land[44]. Den dårlige karakter gives hovedsagelig fordi Iran ikke beskytter ofre for menneskehandel og tvangsprostitution med i stedet straffer dem med bank, fængsling og henrettelser i henhold til landets islamiske "morallove".

- Nepal; En anslået 12.000[44] nepalesiske kvinder og piger bliver årligt solgt til sexslaveri på indiske bordeller, hvor i alt mellem 70.000 og 375.000[110] nepalesiske prostituerede arbejder på et givent tidspunkt. Nepalesiske kvinder og piger, specielt jomfruer, foretrækkes i Indien pga. deres lyse hud[111][112]. Pigerne bliver solgt for 50.000 – 70.000 indiske rupee (6.500 – 9.000 kr.), de opholder sig i gennemsnit på bordellet i 24 måneder – des yngre pigerne er, des længere tid på bordellet. Omkring 25% var under 14 år da de først blev solgt, og mere end halvdelen var under 16, den gennemsnitlige salgsalder er omkring 15. I gennemsnit skal de servicere 14 kunder om dagen. En stor del får utilstrækkelig mad og 3/5 rapporterer at kunderne slet ikke eller kun i begrænset omfang bruger kondom. En undersøgelse af tilbagevendte kvinder har vist at omkring 38% er blevet smittet med HIV/AIDS, så vel som andre kønssygdomme og med tuberkulose[110]. Omkring halvdelen bliver lokket og snydt med tilbud om arbejde og 28% med falske ægteskabstilbud. USA klassificerede i 2006 Nepal som et Tier 2-land[44]. FN placerer Nepal i kategorien "Høj" på listen over oprindelseslande for ofre for menneskesmugling[54].

- Nordkorea; Nordkoreanske kvinder bliver solgt til Kina. Den primære offergruppe er nordkoreanske flygtninge i Kina, der opholder sig illegalt i landet og risikere at blive deporteret tilbage til Nordkorea hvis de bliver opdaget af myndighederne. Personer der sendes tilbage til Nordkorea risikere strenge repressalier; arbejdslejre eller henrettelse eller at hele familien kan blive arresteret. Det anslås at omkring 300.000 nordkoreanere er flygtet til Kina, hvoraf halvdelen er kvinder og en tredjedel af kvinderne havner i en salgssituation. Kvinderne bliver også i mindre omfang hentet inde fra Nordkorea. De sælges både til ægteskab og som konkubiner og til regulær prostitution. I den lokale jargon blandt menneskehandlerne, omtales kvinderne som "svin". Kvinderne som er mellem 17 og 40, sælges i Kina for mellem 2.000 yuan (1.400 kr) og 20.000 yuan (14.000 kr), afhængig af alder og udsende(2007)[49][50][113]. USA klassificerede i 2006 Nordkorea som et Tier 3-land[44] for dets manglende anerkendelse af menneskehandel og for manglende beskyttelse af ofre for menneskehandel, og for straf, inkl. tortur og henrettelser, af ofre.

### Forbrugslande
- Danmark; Danmark er primært et destinations- og transitland for kvinder solgt fra Ukraine, Moldavien, Rusland, de baltiske stater, Thailand og Nigeria. Politiet anslår at der er omkring 6.000 prostituerede i Danmark, hvoraf omkring 2.500 er udlændinge[114]. De udenlandske prostituerede kommer hovedsagelig fra Asien (inkl. ca. 1.000 fra Thailand), Øst- og Centraleuropa (ca. 1.000 fra de baltiske lande, Polen, Tjekkiet, Slovakiet, Ungarn og Bulgarien), Sydamerika, og som noget forholdsvist nyt, fra Afrika (inkl. ca. 250 fra Nigeria og Uganda).

Politiet skønner at langt hovedparten af de udenlandske prostituerede i Danmark er kommet dertil frivilligt og velvidende hvad de skal lave i Danmark, og det er en meget lille del – maksimalt 1%-5% (25-125) – der bliver solgt til Danmark mod deres vilje. Samtidigt mener politiet dog at selvom kvinderne har være vidende om prostitutionen, så er den form for prostitution de bliver afkrævet når de først er kommet til landet og de medfølgende omstændigheder ofte af en hel anden karakter end hvad de havde forestillet sig, eller var blevet stillet i udsigt. Typisk har de kun begrænset kontrol over egen færden, indtjening, sexformer og kunder. Kvinderne tror måske det er en til to kunder om dagen, i stedet bliver de mødt med trusler, tæv, voldtægt, indespærring, krav om at betjene langt flere kunder (15-30) og med fiktiv gæld, som skal afbetales før de kan begynde at spare penge op til dem selv. Desuden oplever flere at kvinderne at bagmændene ændrer aftaler efter de er kommet til landet, at de bliver handlet eller byttet til andre byer og lande og nogle af kvinderne får frastjålet deres opsparing når de forlader landet. USA klassificerede i 2006 Danmark som et Tier 1-land. FN placerer Danmark i kategorien "Høj" på listen over destination for ofre for menneskesmugling.
- Storbritannien; Storbritannien er primært et destinationsland for kvinder og piger solgt til prostitution. Landet anses ofte som et blødt eller let handelsland pga. dets liberale immigrationspolitik. USA klassificerede i 2006 Storbritannien som et Tier 1-land[44]. FN placerer Storbritannien i kategorien "Høj" på listen over destination for ofre for menneskesmugling[54].

- Japan; I Asien er Japan den største destination for kvindehandel, specielt med kvinder fra Filippinerne og Thailand, men ofre kommer fra hele Sydøstasien, samt Kina, Østeuropa og til en mindre grad Latinamerika[118]. Intern kvindehandel med japanske kvinder er ikke længere et problem (2005). En udbredt form for kvindehandel er thaipiger der bliver snydt til Japan og der solgt til Yakuza-kontrollerede bordeller hvor de tvinges til at arbejde deres "gæld" (købspris) af[119][120]. En form for gældsslaveri hvor gælden, der skal afdrages typisk beløber sig til mellem 3 og 5 millioner yen (140.000 – 230.000 kr.)[118] – som kommer oven på løbende udgifter så som husleje, dagligdags fornødenheder, etc. USA klassificerede i 2006 Japan som et Tier 2-land[44]. FN placerer Japan i kategorien "Meget høj" på listen over destination for ofre for menneskesmugling[54].

- Kina; Intern kvindehandel er et vedblivende problem i Kina, med et anslået minimum på 10.000 til 20.000 årlige ofre, heraf 90% kvinder og børn. UNICEF anslår at 250.000 kinesiske kvinder og børn blev handlet i 2003[121]. Primært foregår den interne handel fra fattigere indlands provinser (Anhui, Henan, Hunan, Sichuan, Yunnan og Guizhou) til rigere kystprovinser. Derudover er Kina destination for kvinder handlet fra Rusland, Laos, Nord Korea, Vietnam[122][123] og Burma[124]. Kvinderne bliver købt både til prostitution og til hustruer og konkubiner. USA klassificerede i 2006 Kina som et Tier 2 Watch List-land[44]. FN placerer Kina i kategorien "Meget høj" på listen over oprindelseslande for ofre for menneskesmugling og "Høj" på listen over destinationslande[54].

- Tyrkiet; Tyrkiet er et vigtigt transit- og destinationsland for kvinder og piger primært til sexslaveri. Ofrene kommer hovedsagligt fra Ukraine (60%), Moldavien, Hviderusland og Rusland. Der er også en mindre men voksende intern kvindehandel med tyrkiske ofre. Tyrkiske menneskehandlere er berygtede for at bruge ekstrem vold mod deres ofre og trusler mod deres familier. Kvindehandel er ulovligt under tyrkisk lov, men ifølge IOM håndterer myndighederne ofte sager af kvindehandel og tvangsprostitution som frivillig ulovlig immigration og frivillig prostitution[125]. USA klassificerede i 2006 Tyrkiet som et Tier 2-land[44]. FN placerer Tyrkiet i kategorien "Meget høj" på listen over destination for ofre for menneskesmugling og "Høj" på listen over transitlande[54].

## Lovgivning
I 1949 vedtog FN en konvention mod menneskehandel og tvungen prostitution; "The Convention for the Suppression of the Traffic in Persons and of the Exploitation of the Prostitution of Others".
I 1979 vedtog FN en kvindekonvention, der pålægger de lande, der har skrevet under, at indføre lovgivning der forbyder enhver form for kvindehandel og udnyttelse af kvinder til prostitution. Danmark ratificerede kvindekonventionen i 1983.
I 2000 underskrev 120 lande, inklusive Danmark, Palermo-protokollen i en større pakke mod international kriminalitet. Protokollen pålægger landene at gøre noget ved efterspørgslen på handlede kvinder indenfor egne grænser og fungerer som grundlag for den danske lovgivning mod kvindehandel.
Siden juni 2002 har menneskehandel været omfattet af en særlig bestemmelse i straffeloven; § 262a. § 262a har en strafferamme på 8 års fængsel for den, der "rekrutterer, transporterer, overfører, huser eller efterfølgende modtager en person, hvor der anvendes eller har været anvendt 1) ulovlig tvang efter § 260, 2) frihedsberøvelse efter § 261, 3) trusler efter § 266, 4) retsstridig fremkaldelse, bestyrkelse eller udnyttelse af en vildfarelse eller 5) anden utilbørlig fremgangsmåde med henblik på udnyttelse af den pågældende ved kønslig usædelighed, tvangsarbejde, slaveri eller slaverilignende forhold eller fjernelse af organer.".
Kvinder der har været solgt til prostitution i Danmark bliver normalt udvist, men får en udrejsefrist på 30 dage. I mange andre lande er der lovgivning der tillader de handlede kvinder at blive i landet, hvis de hjælper i efterforskningen mod bagmændene. I USA er der et system med T visum, der sørger for at kvinderne kan blive i landet i mindst tre år, hvorefter de er berettigede til permanent opholdstilladelse.
I Tyskland og Finland er køb af sex med handlede kvinder forbudt, hvor sex med enhver form for prostituerede er forbudt i Sverige. I Danmark blev et folketingsforslag om en kriminalisering af køb af sex hos prostituerede, der er ofre for kvindehandel, forkastet i 2006 om end den danske justitsminister Lene Espersen i 2007 udtalte at danske sexkunder der har sex med handlede og tvangsprostituerede kvinder kan sigtes for voldtægt, hvis de er vidende om at kvinden er tvangsprostitueret. Venstres medlem af Europa-Parlamentet Karin Riis-Jørgensen arbejder på at indfører et forbud efter finsk forbillede i Danmark.

### Danske sager
Mellem 8. juni 2002, hvor den specielle paragraf for menneskehandel trådte i kraft, og 29. september 2006, er 13 sager blevet ført til succesfuld domsafgørelse i skyldsspørgsmålet.
- I 2000 blev en 27-årig lettisk prostitueret ved navn Natalija Ivanova samt en dansk prostitueret dræbt på en massageklinik i Randers. Dobbeltmordet er stadig ikke opklaret. I forbindelse med eftersøgningen blev det klart, at hun var blevet fragtet til Danmark for at arbejde som prostitueret. Ni danske mænd blev anklaget for at drive et internationalt netværk, der handlede med baltiske kvinder, og for at have fragtet 80 baltiske (hovedsagelig lettiske) kvinder til Danmark. Politiet mente at pigerne var blevet udnyttet af bagmændene og ikke selv fik andel i indtægterne. Det blev anslået, at de anklagede havde tjent mellem 3 og 4 millioner kroner på pigerne. De ni blev dømt i byretten, men senere frifundet i højesteret som følge af mangel på beviser[135][136].

- I juli 2004 blev to 19-årige litauiske piger solgt til prostitution på et bordel i Århus, hvor de var indespærret sammen med en række andre baltiske piger i samme situation. Efter en måned i Århus lykkedes det to af de andre kvinder på bordellet at flygte til politiet, som lukkede bordellet og sendte pigerne hjem. Men i lufthavnen i Vilnius ventede bagmændene på de tilbagesendte piger og solgte straks to af dem til et bordel i Tyskland. Her blev den ene frigivet efter at telefondamen i bordellet havde tippet politiet om den voldelige mishandling hun blev udsat for. Herefter kom hun tilbage til Danmark, hvor politiet med hendes vidneudsagn fik bagmændene bag det danske bordel dømt for organiseret kvindehandel[137][138][139]. Efter retssagen blev hun igen udvist af Danmark.

- I juli 2006 blev to svenske mænd på hhv. 52 og 37 år med roma-baggrund dømt for menneskehandel med en 17-årig slovakisk pige. Pigen var blevet solgt for 25.000 kr. til en 58-årig svensk førtidspensionist i Lund, som ville have hende til kone. Hun lavede mad, gjorde rent og havde sex med ham et par uger, hvorefter hun flygtede til København. Hun blev da eftersøgt blandt romaer i Malmø og København og observeret på gaden i København, hvor de to mænd passede hende op og tvang hende ind i en bil på vej tilbage til Sverige. De blev imidlertid stoppet af politiet. De blev dømt hhv. ti måneders og seks måneders fængsel, og udvisning af Danmark med indrejseforbud i fem år[140][141].

- I marts 2007 blev otte personer anholdt for at importere kvinder fra Afrika til Danmark og sælge dem til prostitution[142].

- I juli 2007 blev en 40-årig nigeriansk herboende kvinde idømt 2 års fængsel for menneskehandel med fire nigerianske kvinder[143][144], som var blevet lokket til Danmark med løfte om regulært arbejde men i stedet blevet truet til at prostituere sig. Den dømte blev desuden udvist af Danmark i en periode på 10 år og dømt til at betale 50.000 kroner i erstatning.

- I oktober 2007 blev tre mænd anholdt for kvindehandel på to bordeller i København med piger fra Østeuropa og Sydamerika[145].

- I december 2007 blev en herboende 55-årig kroat og hans 27-årig tjekkiske samlever idømt hhv. tre et halv og to års fængsel for menneskehandel og rufferi for handel med fire tjekkiske kvinder og for i en periode på halvandet år med tvang, frihedsberøvelse, trusler eller anden utilbørlig fremgangsmåde at have tvunget dem i prostitution[146].

- I april 2008 blev en mænd og en kvinde anholdt i Århus for at have importeret kvinder og piger fra Østeuropa til Danmark. Identiteten på to af de handlede piger er kendt; de er hhv. 17 år 20 år, og var blevet lokket til landet med løfte om normalt arbejde. Angiveligt skulle de anholdte have tjent 1,5 millioner på at tvinge de to piger til prostitution. De anholdte er sigtet for rufferi, menneskehandel og ulovlig frihedsberøvelse[147][148][149].

- I oktober 2008 i forbindelse med anholdelsen af 13 nigerianske prostituerede i København, blev en herboende 26-årig nigeriansk kvinde varetægtsfængslet, sigtet for menneskehandel. Hun skulle angiveligt have tvunget de prostituerede kvinder til at aflevere penge til hende og til ukendte bagmænd[150][151].

- Ligeledes i oktober 2008 blev et dansk/thailandsk ægtepar varetægtsfængslet for kvindehandel og rufferi. De er sigtet for at have hentet mindst 40 kvinder fra Thailand til prostitution på en københavnsk massageklinik. Indtjeningen på denne handel skulle angiveligt have været omkring 3 millioner kroner[152].

- I december 2010 blev ni herboende rumænere dømt for kvindehandel, for at have handlet otte kvinder og sendt dem på gaden omkring Halmtorvet og Kødbyen i København. Lederen af netværket, samt hans medhjælper, blev idømt hver tre års fængsel. Flere andre to et halvt år. Syv blev derudover udvist af Danmark efter endt fængselsophold.[153][154][155]

## Bekæmpelse af kvindehandel
| „ | Formålet med at bekæmpe menneskehandel er at sikre en retfærdig og effektiv straf til bagmændene, at beskytte deres ofre og at forebygge handel i at forekomme | “ |
|   | — Victims of Trafficking and Violence Protection Act of 2000                                                                                                   |   |

En effektiv strategi til bekæmpelse af kvindehandel må nødvendigvis indeholde elementer af både Forebyggelse, Offerbeskyttelse og Kriminalisering (Prevention, Protection and Prosecution). En offerorienteret strategi bør desuden adressere befrielse, rehabilitering og reintegration (rescue, rehabilitation, and reintegration).
I december formulerede den danske regering en handlingsplan til bekæmpelse af kvindehandel for perioden 2003 til 2006. Handlingsplanen havde som hovedområder: Støtte til ofrene og forebyggelse.
Støtte til ofrene: Støtte til ofrene for kvindehandel omfattede en model for kvindernes ophold i Danmark indtil udvisning (el. hjemsendelse, perioden op til hjemsendelse kaldes: "refleksionsperioden") samt en struktureret hjemsendelsesplan. Ofrene havde i 2003 lov til at blive i Danmark i 15 dage før de blev udvist, det blev senere i 2006 sat op til 30 dage, og igen i slutningen af 2006 til 100 dage
. Planen inkluderede:
- Et værested til ofre for kvindehandel
- Samarbejdsaftaler mellem danske myndigheder, NGOer og tilsvarende i kvindes hjemland
- Udvikling af et international NGO netværk, med deltagelse af danske og udenlandske NGOer
- Udvikling af et ambassadenetværk hvor østeuropæiske ambassader informeres om handlingsplanen

Forebyggelse: Forebyggelsen involverer en oplysningskampagne mod potentielle danske kunder for at begrænse efterspørgslen samt information og kontakt rettet mod ofre for kvindehandel. Planen inkluderede:
- Oprettelse af en "hotline" hvor ofre for kvindehandel kan få sundhedsoplysninger og kontakte politiet
- Oprettelse af nogle opsøgende kontaktteams til information og rådgivning i miljøet
- Afholdelsen af et seminar med deltagelse af de danske myndigheder og NGOer.
- Annoncekampagner rettet mod kunder og offentligheden som helhed
- Oprettelsen af tema om kvindehandel på ligestillingsministeriets hjemmeside (www.ligestillingsminister.dk Arkiveret 1. august 2015 hos  Wayback Machine)
- Udarbejdelsen af skriftlig informationsmateriale til udenlandske kvinder i prostitution

### Handlingsplan 2007 – 2010
I marts 2007 blev en ny handlingsplan lanceret for perioden 2007 til 2010. Handlingsplanen indeholder følgende mål:
- 2007: Oprettelsen af et videns- og koordinationscenter for menneskehandel
- 2007: Tre hjem til modtagelse af ofre for kvindehandel
- 2007: At sætte menneskehandel på dagsordnen i internationale fora, så som EU og Nordisk Ministerråd
- 2008: Etablering af en praksis, så alle registrerede handlede får tilbudt forberedt hjemsendelse.
- 2009: Mindst 10 % af den danske befolkning skal kende til problemerne omkring menneskehandel
- 2009: Mindst 40 % af prostitutionshandlede kvinder og piger får social støtte og hjemsendt i samarbejde med NGOer.
- 2009: Danske myndigheder skal have rapporter tilbage om mindst 50 % af de hjemsendte ofre fra lokale myndigheder eller NGOer.